# USS United States (CVA-58)

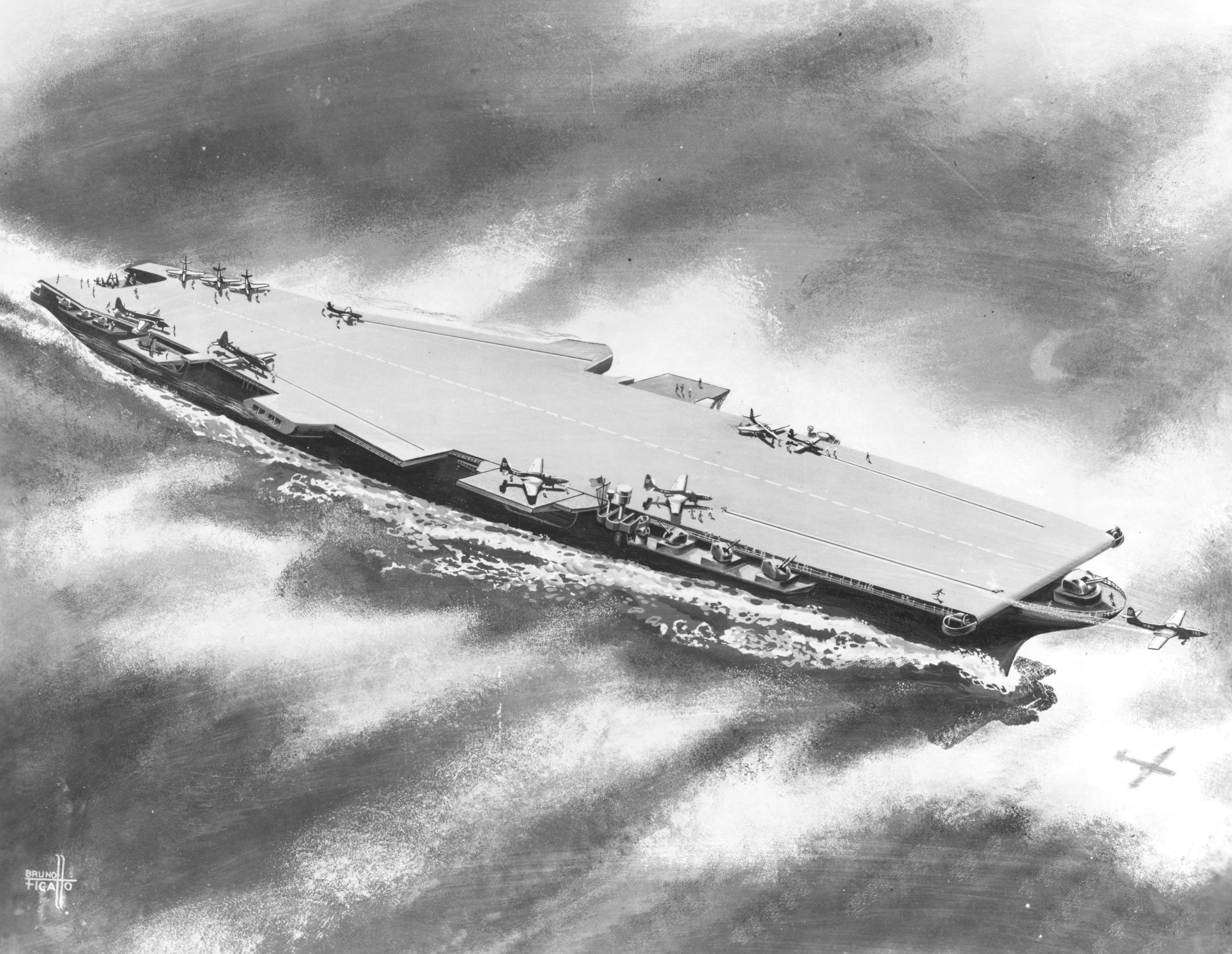
Artist impression van de USS United States

De USS United States (CVA-58) zou het derde schip van de US Navy worden, dat vernoemd zou zijn naar de VS. Het zou de naamgever worden een klasse van radicaal andere vliegdekschepen. Op 29 juli 1948 gaf toenmalige President Harry Truman toestemming tot de bouw van vijf "supercarriers", waarvoor geld beschikbaar was uit de Naval Appropriations Act van 1949. De kiel van het eerste van vijf naoorlogse vliegdekschepen werd gelegd op 18 april 1949 bij Newport News Drydock an Shipbuilding. 
Vroege ontwerpdiscussies behelsten onder meer de missie van het schip. Het kon gebouwd worden specifiek voor het nucleair aanvallen van Sovjet marinebases door middel van zware bommenwerpers, met een kleine hangar voor een jachtescorte en een kleine wapenkamer voor zware nucleaire bommen. Of hij kon gebouwd worden met de conventionele aanvalscapaciteit met een grote hangar voor een groot luchtdetachement en een grote wapenkamer. Het nucleaire kamp won in de eerste ontwerpfase, maar het ontwerp werd aangepast om meer jagers mee te kunnen nemen. De United States was ontworpen om vliegtuigen te laten starten en landen die meer dan 45.000 kg wogen, welke nodig waren om de eerste generatie nucleaire wapens mee te nemen, die toen nog zo'n 5 ton wogen Het schip zou geen eiland krijgen en uitgerust worden met 4 liften, gesitueerd op de hoeken van het dek en vier katapults twee op de boeg, en twee schuin naar buiten wijzend op de helft van het dek. De constructiekosten van het nieuwe schip werden geraamd op $190 miljoen. 
De United States was ook ontworpen om luchtsteun te geven bij amfibische operaties, maar zijn primaire taak was nucleaire bombardementen op de lange afstand uit te voeren. Die missie zorgde voor nogal wat beroering, nog voordat de constructie begon. De US Air Force zag de United States als een bedreiging voor haar monopolie op strategische nucleaire aanvallen. Door gebrek aan geld en oppositie van de US Army en Air Force besloot minister van defensie Louis A. Johnson op 23 april 1949 het project af te blazen - vijf dagen nadat de kiel was gelegd. Secretary of the Navy John Sullivan stapte direct op, en de daaropvolgende "Opstand van de Admiraals" kostte admiraal Louis Denfeld zijn positie als Chief of Naval Operations, maar atoomwapens gingen de zee op met het vliegdekschip USS Franklin D. Roosevelt in 1950.